# إريك رودجرز
إريك رودجرز (بالإنجليزية: Erik Rodgers)‏ هو منتج أفلام وكاتب سيناريو ومخرج أمريكي، ولد في 3 أغسطس 1973.

## وصلات خارجية
- إريك رودجرز على موقع IMDb (الإنجليزية)
- إريك رودجرز على موقع ألو سيني (الفرنسية)
- إريك رودجرز على موقع أول موفي (الإنجليزية)
- إريك رودجرز على موقع قاعدة بيانات الفيلم (الإنجليزية)
- إريك رودجرز على موقع كينوبويسك (الروسية)